# Deutscher Bund abstinenter Studenten
Der Deutsche Bund abstinenter Studenten (DBaSt) war ein Korporationsverband reformierter Studentenverbindungen mit Einfluss auf die frühe Jugendbewegung und Teil der Lebensreformbewegung.

## Geschichte
Im Jahr 1902 trat der Student Eduard Edert aus dem Akademischen Turnverein (ATV) in Kiel aus und gründete zusammen mit weiteren abstinenten Studenten den Verein abstinenter Studenten. Zu diesem Zeitpunkt setzte der Verein sich aus etwa 10 Aktiven und 20 alten Herren aus der Abstinenzbewegung zusammen. Zeitgleich gründeten sich anderenorts, so in Tübingen, Berlin und Heidelberg, Gruppen abstinenter Studenten. Zusammen mit diesen schloss man sich 1902 zu einem Dachverband zusammen der ab 1906 den Namen Deutscher Bund abstinenter Studenten (DBaSt) trug. Zusammen mit anderen abstinenten Korporationen gab man ab 1911 die Akademische Gemeinschaft – Monatsschrift für die deutsche studentische Abstinenzbewegung heraus. Im Jahre 1913 war der DBaSt bereits in sechzehn Hochschulen mit Ortsgruppen vertreten. Ideelle und personelle Überschneidungen gab es mit dem abstinenten Guttemplerorden. Der DBaSt war Mitbegründer der Freideutschen Jugend sowie Ideengeber und Mitausrichter des Ersten Freideutschen Jugendtages auf dem Hohen Meißner im Oktober 1913.
In der Festschrift zur Jahrhundertfeier auf dem Hohen Meißner wird der "innere Gehalt" und das Ideal des Bundes wie folgt beschrieben:

„Kampf allem Ungesunden in unserem Volkstum! Befreiung des deutschen Volkes von seinem gefährlichsten Zwingherrn, dem deutschen Trunk!“

## Bekannte Mitglieder
- Herbert Bellmer – Pädagoge und Autor
- Eduard Edert – Politiker und Schriftsteller
- Erich Matthes – Verleger
- Paul Reiner – Präsident des DBaSt